# Joyskim Dawa
Joyskim Dawa, né le 9 avril 1996 à Colombes, est un footballeur international camerounais. Il joue au poste de défenseur central au FCSB, en Roumanie.

## Carrière

### En club
Le 22 juin 2022, Joyskim Dawa rejoint le FCSB du côté de la Liga I pour un montant non divulgué.

### En sélection
Joyskim Dawa fait ses débuts (8 sélections) avec l'équipe nationale du Cameroun lors d'un match nul et vierge avec le Malawi lors des éliminatoires de la Coupe d'Afrique des Nations, le 16 octobre 2018.